# Porphyrinia pallidula
Porphyrinia pallidula là một loài bướm đêm trong họ Noctuidae.